# Friedrich Christian Ludwig von Zieten
Friedrich Christian Ludwig Emil Graf von Zieten (geb. 6. Oktober 1765 in Berlin; gest. 29. Juni 1854 in Wustrau) war ein preußischer Rittmeister, Landrat und Domherr.

## Herkunft und Leben

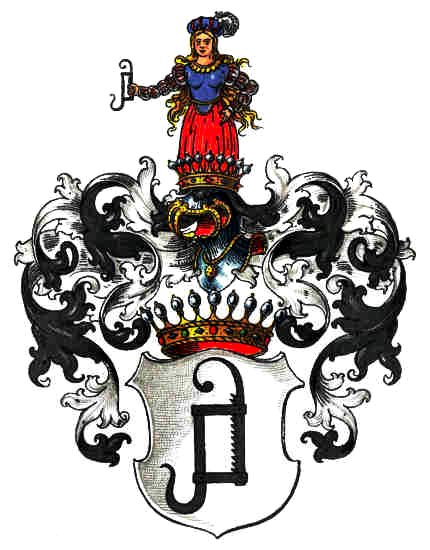
Wappen der Grafen von Zieten („schwarzer“ Stamm)

Friedrich Christian Ludwig von Zieten war Angehöriger des havelländischen Uradelsgeschlechts Zieten. Er war der Sohn des preußischen Generals der Kavallerie Hans Joachim von Zieten (1699–1786) und dessen zweiter Ehefrau (⚭ 1764) Hedwig Elisabeth Albertine (1738–1818), geb. von Platen. Friedrich Christian trat um das Jahr 1780 in das preußische Heer ein und erlangte dort im Husaren-Regiment von L’Estocq den Rang eines Rittmeisters. Nach seiner Verabschiedung vom Militärdienst um das Jahr 1798 kehrte er zurück in die Heimat auf das Gut Wustrau. Nachfolgend wurde er zunächst Kreisdeputierter, bevor er im Januar 1800 von den Kreisständen zum neuen Landrat des Kreises Ruppin gewählt wurde. Er trat damit die Nachfolge des im gleichen Monat verstorbenen Landrats Leopold Heinrich von Quast an. Im April 1800 absolvierte er das Große Examen in Anwesenheit des Ministers von Werder. 1838 wurde er anlässlich seines 50-jährigen Dienstjubiläums mit dem Roten Adlerorden I. Klasse ausgezeichnet. Die Erhebung in den Grafenstand erfolgte im Jahr 1840, im Dezember 1841 wurde er von seinem Dienst als Landrat verabschiedet. Nachfolgender Landrat wurde 1842 Friedrich Wilhelm von Schenckendorff.

## Ergänzendes
Friedrich Christian Ludwig von Zieten war Senior, Commendator und Ritter des Johanniter-Ordens, Domherr zu Halberstadt und Ritter des Schwarzen Adlerordens. Da er ohne Nachkommenschaft geblieben war, erlosch mit ihm dieser Familienzweig.